# 大岗站
大岗站位于中國江西省抚州市臨川區大岗鎮，是昌福线上的一座五等站，由南昌铁路局南昌车务段管辖。

## 历史
1961年8月向乐线开始建设，1963年9月江家到抚州北开始施工，年底铺轨至抚州北:53。
1964年3月开始工程临时运营，1965年10月16日到26日南昌铁路局进行验收，11月全线办理临时运营，12月8日到24日办理交接，1966年1月1日正式交付运营:53。
1995年为向乐线上的四、五等站，由上海铁路局南昌铁路分局管辖:100。
2003年为向乐线上的客、货运四等站，由南昌铁路局管辖，离向塘西37公里，距江边村85公里:382。
2004年为向乐线上的四、五等站，由南昌铁路局管辖:77；2006年同:40。
2007年11月24日向莆铁路江西段开工，确认沿线将设大岗站。
2008年为向乐线上的客运四、五等站:40；2012年同:40。
2010年8月为配合向莆铁路建设大岗站进行了闭站信号改造。
2012年7月大岗站改造完成。
2013年5月6日向乐线为保证昌福铁路联调联试停运，之后确认向乐线在昌福铁路通车后不会恢复客运服务因此大岗站也将停止客运服务。
2015年为昌福线（建设时称为向莆铁路的大部分路段）上的车站，由南昌铁路局管辖:40。
2016年南昌铁路局重新公布了管内的车站等级，本站为五等站。

## 车站结构
改造后的车站有四条股道其中两条为昌福线正线，线位东北方向设有站房。

## 邻近车站
- 当前的邻近车站

- 过去的邻近车站